# Alexandre Schaumasse
| (971) Alsatia   | 23 novembre 1921 |
| (1114) Lorraine | 17 novembre 1928 |

Alexandre Jean Marie Schaumasse (Saint-Quay-Portrieux, 1882 - Nice, 1958) était un astronome français qui a travaillé à l'observatoire de Nice.
Il a découvert la comète périodique 24P/Schaumasse ainsi que deux comètes non périodiques : C/1913 J1 (Schaumasse) (ou 1913 II) et C/1917 H1 (Schaumasse) (ou 1917 II).
Grièvement blessé en 1914 pendant la Première Guerre mondiale, il passa plus d'un an à l'hôpital.
Après guerre, il découvrit également deux astéroïdes : (971) Alsatia (Alexandre Schaumasse avait initialement proposé le nom Alsace) et (1114) Lorraine (ainsi nommés car sa famille avait quitté l'Alsace après l'annexion allemande de 1871).
L'astéroïde (1797) Schaumasse (1936 VH), découvert le 15 novembre 1936 à Nice par André Patry, fut par ailleurs baptisé en son honneur.
C'est le 1er décembre 1911 qu'il découvrit la comète 24P/Schaumasse (autres désignations P/1911 X1, 1919 U1), d'une magnitude 12. D'un diamètre nucléaire de 2,6 km, sa période de 7,1 ans a été ensuite recalculée à 8,25 ans.
En 1919, Gaston-Jules Fayet retrouve l'objet, qui fut également revu en 1927, mais pas en 1935. Le passage de la comète à proximité de Jupiter en 1937 modifie sensiblement les paramètres orbitaux de l'astre, mais finalement, Henry Lee Giclas la retrouve en 1944. La comète fut également revue en 1952, puis en 1960, mais les recherches effectuées pour la retrouver en 1968 et 1976 n'ont pas eu le résultat escompté. En 1984, James Gibson photographie l'objet.
Un peu plus tard, Brian G. Marsden confirmera que l'objet trouvé sur une photographie de 1976 par Elizabeth Roemer était vraiment la comète 24P/Shaumasse. La comète a été revue en 1993, 2001 et le 7 août 2009.
Gaston Fayet, directeur de l'Observatoire de Nice, lui confia l'utilisation du Chercheur de comètes mais les 2 instruments qu'il a le plus utilisé étaient l'Equatorial Coudé (avec lequel il a réalisé la plupart de ses observations) et le Petit Equatorial (actuelle lunette Charlois).
Une coupole est construite en 1931 sur le site de l'observatoire de Nice au Mont-Gros par l'architecte niçois Honoré Aubert, afin d'accueillir une lunette de 25 cm de diamètre (focale 1,8 m) construite par Zeiss, donnée à la France par l'Allemagne au titre de dédommagement de guerre. Le plancher est à 7 mètres du sol, ce qui permet de s'affranchir quelque peu de la turbulence due aux variations thermiques.
Alexandre Schaumasse est nommé responsable de cet instrument, baptisé « le chercheur de comètes » pour son grand champ, mais à cause de sa lentille "largement pourvue d'aberrations" (Robert Jonkheere dans le Journal des observateurs), celui-ci n'a jamais permis de publications sérieuses.
En 1951, le « chercheur de comètes » a été déplacé et mis en parallèle à la grande lunette de 76 cm, sur la partie sommitale de la crête, pour en être le chercheur.
En 1966 une monture à quatre axes construite par Schneider a été installée dans la coupole Schaumasse, équipée à l’origine d’une caméra Antarès (une chambre photographique équipée d'un jeu complexe de lentilles de 30 cm) en vue de la poursuite optique des satellites artificiels.
Elle a fonctionné jusqu'au milieu des années 1970.
En 1981, la caméra Antarès est remplacée par un télescope Cassegrain de 40 cm de diamètre et de 6 m de focale (La monture n'a pas été remplacée), adapté à un programme d’observation des occultations d’étoiles et des phénomènes mutuels des satellites de Jupiter.
Ce télescope, le seul de l'Observatoire de Nice (les autres instruments étant des lunettes), reste baptisé « télescope Schaumasse » (même si Alexandre Schaumasse ne l'a jamais utilisé); après de longues années de repos, l'appareil a repris du service : il est depuis 2007 confié dans le cadre d’une convention à une association d’astronomes amateurs (AQUILA) qui l’utilise notamment pour des programmes d’observation du ciel profond et de courbes de lumière d'astéroïdes.